# Алессандро Мендіні
Алессандро Мендіні (16 серпня 1931 – 18 лютого 2019) — Італійський дизайнер і архітектор, який суттєво вплинув на розвиток італійського, постмодерністського та радикального дизайну.  Крім своєї мистецької кар’єри, він також працював для журналів  Casabella, Modo та Domus . 
Його дизайн вирізняється глибоким інтересом до поєднання різних культур і форм вираження. Він створював графіку, меблі, інтер'єри, живопис та архітектуру, а також написав кілька статей і книг. Було відомо, що він активно брав участь у журі архітектурних конкурсів для молодих дизайнерів і викладав у Міланському університеті.
Мендіні народився в Мілані. Він завершив навчання в Міланському політехнічному університеті в 1959 році, отримавши ступінь архітектора, і почав працювати дизайнером у Марчелло Ніццолі.  Він обіймав посаду головного редактора журналу Domus з 1979 по 1985 рік і значно змінив ландшафт сучасного дизайну завдяки своїм знаковим творам.постмодернізму, таким як крісло Пруста та музей Гронінгера. Подібно до того, як твори епохи Відродження виражали людські цінності та почуття, Мендіні зробив внесок у те, щоб внести в серцевину дизайну ті «цінності» та «чутливості», які були затьмарені комерційністю та функціоналізмом. Він співпрацював з такими компаніями, як Cartier, Gufram, Hermès, Vacheron Constantin, Swarovski, Venini та Supreme . 
З 1989 року до своєї смерті в 2019 році в Мілані він очолював власну практику Atelier Mendini разом із молодшим братом.Франческо Мендіні (нар. 1939).
У 2022 році його ввели до Зали слави Мілану (FAMELIO OF MILAN - MONUMENTAL CEMENTRY) Серед попередніх лауреатів були оперний маестро Джузеппе Верді, естетик і прозаїк Умберто Еко, засновник модного дому Versace Джанні Версаче та всесвітньо відомий тенор Лучано Паваротті.

## Кар'єра

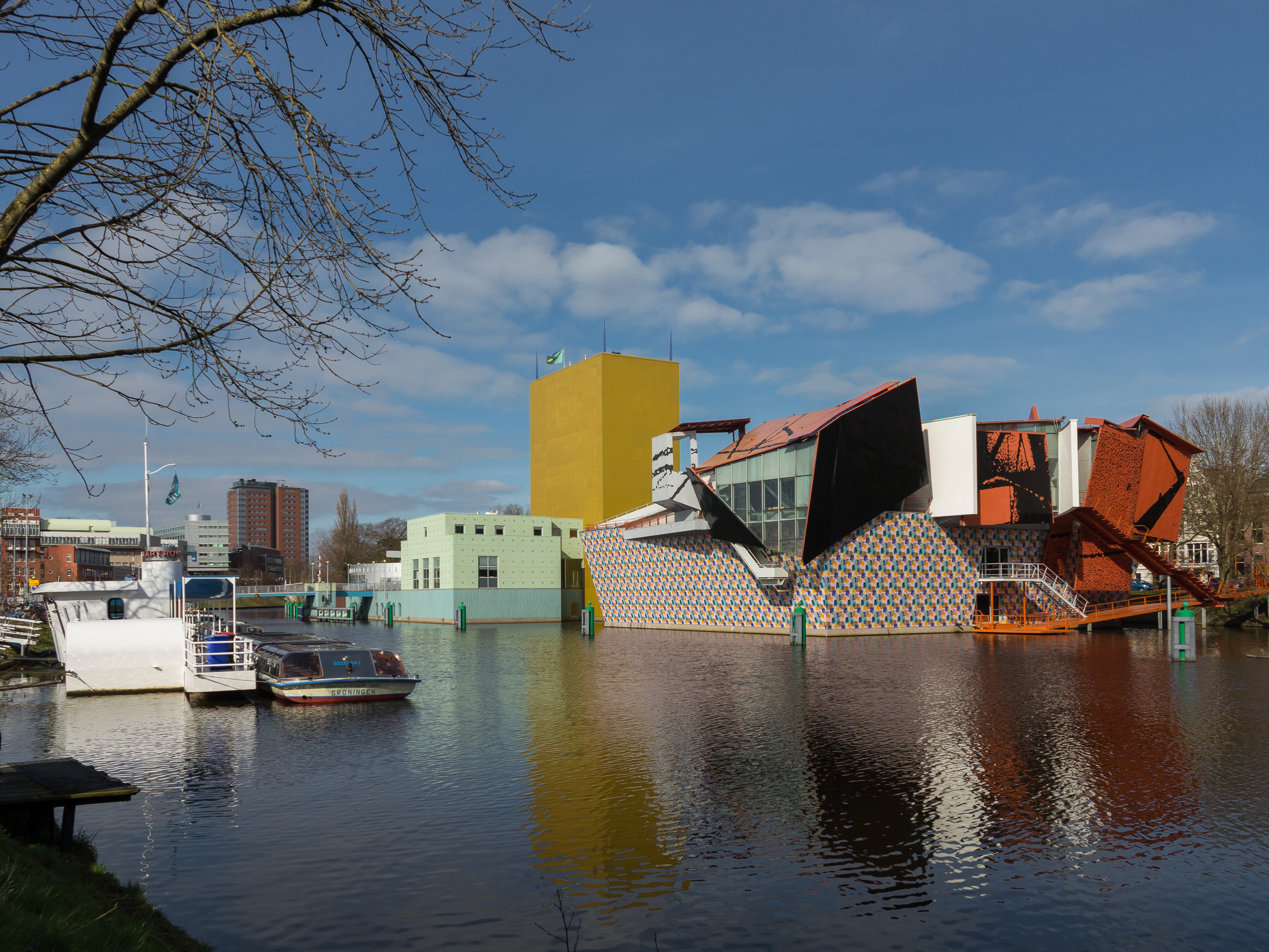
Музей Гронінгера 1989

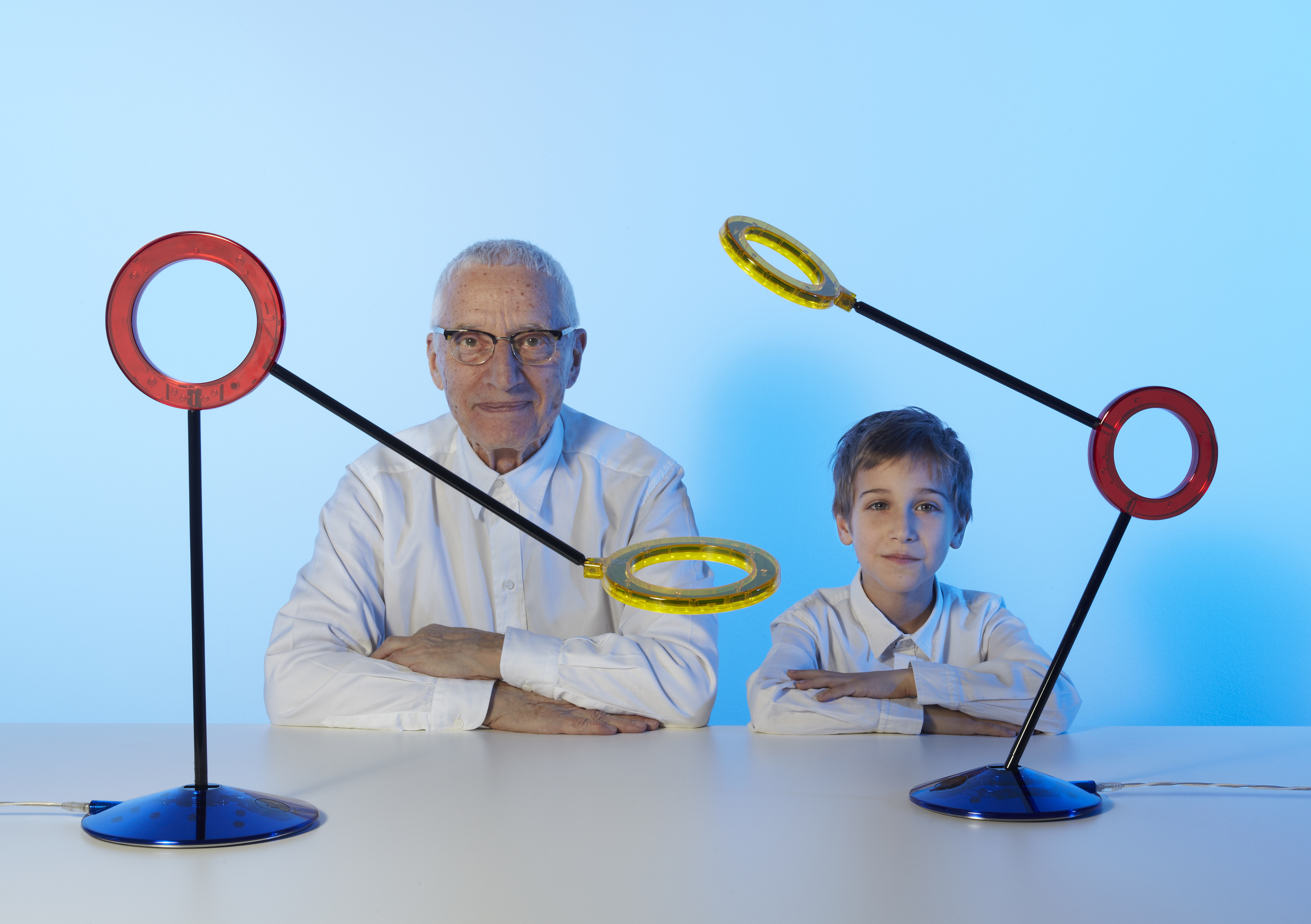
Амулет RAMUN 2010

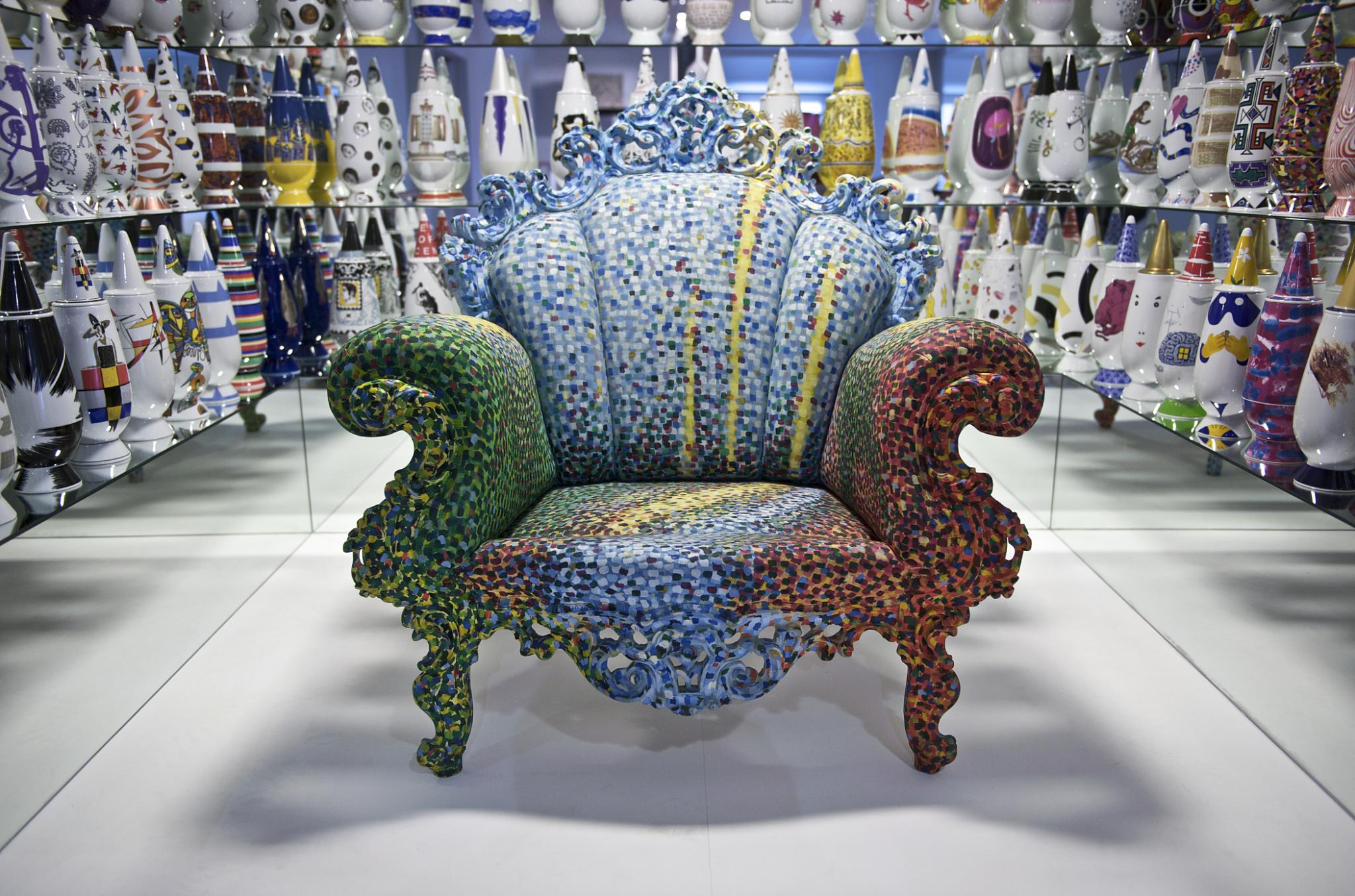
Крісло Пруста 1978 року

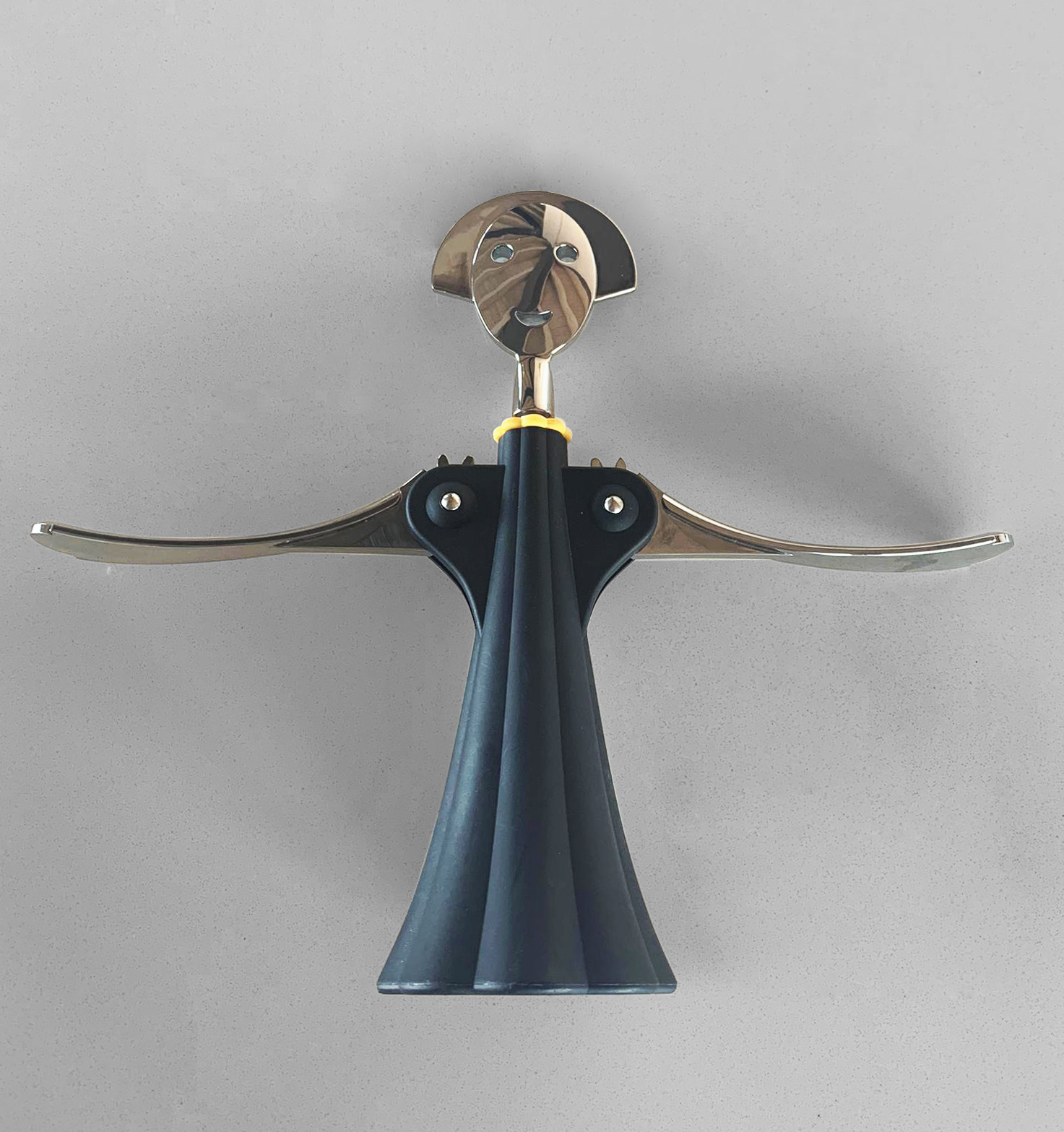
Алессі Анна Г. штопор

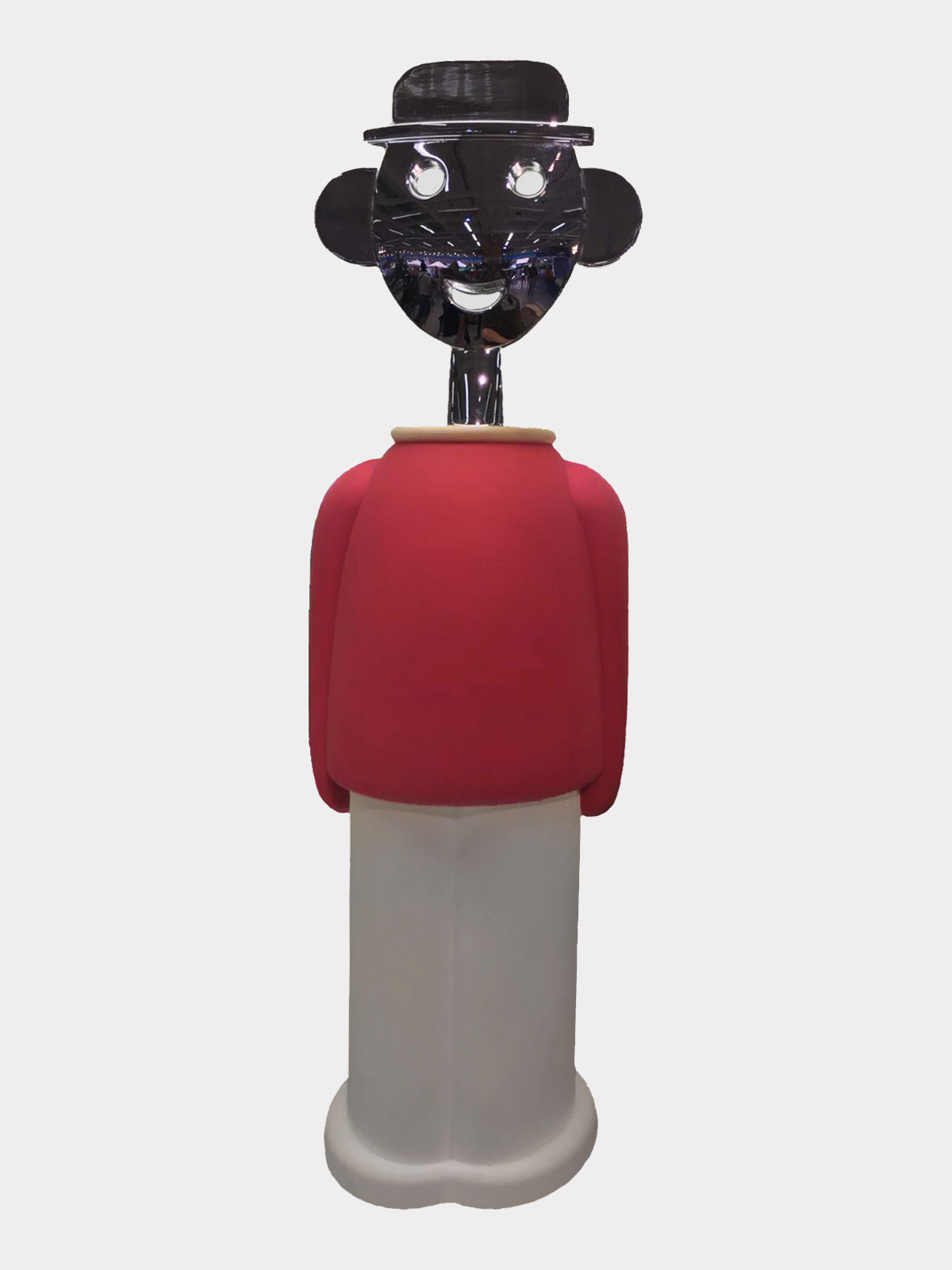
Alessi Alessandro M. відкривачка для пляшок

У 1970-х роках Мендіні був ключовою фігурою руху радикального дизайну. Він також став одним із засновників колективу «Global Tools», заснованого в 1973 році.  У 1978 році він приєднався до Studio Alchimia як партнер, працюючи разом з Етторе Сотцассом і Мікеле Де Луккі. Мендіні створив стілець Proust, який поєднує існуючі дизайни з абстрактними формами, представляючи нову концепцію Re-Design. Це крісло доводить, що його експериментальні підходи можливі не лише завдяки експериментам, а й реалістичній логіці дизайну. У 1982 році він став співзасновником Академії Domus, приватної аспірантської школи дизайну в Мілані.
Як архітектор, він спроектував кілька будівель, зокрема резиденцію Алессі в Оменьї, театральний комплекс «Teatrino della Bicchieraia» в Ареццо, Форум-музей Омегна, меморіальну вежу в Хіросімі, Японія, а також музей Гронінгера в Нідерландах і казино Arosa в Швейцарії. Зокрема, музей Гронінгера вважається однією з найвражаючих постмодерністських будівель кінця 20 століття і був обраний як одна з «1001 будівель, які ви повинні побачити перед смертю».
Його робота в галузі дизайну продуктів вплинула на розширення меж того, якими можуть бути продукти. Яскравим прикладом є його крісло Lassú 1974 року, що має пірамідальну конструкцію і відмовляється від традиційних уявлень про функціональність. Мендіні розглядав домашній предмет як носія духовності, і ця ідея підкріплювалася його ритуалізованим спаленням стільця, зафіксованим на обкладинці Casabella у 1975 році.  
Як дизайнер, історична цінність лампи RAMUN amuleto, розробленої в 2010 році, полягає в її кільцеподібній формі, яка підкреслює переваги світлодіодів і забезпечує рівномірне освітлення. Використання прозорого матеріалу акцентує увагу на механізмі лампи. Поєднання різних кольорів у мінімалістичній структурі, що складається з кіл і прямих ліній без пружин чи проводів, викликає чутливі емоції. Завдяки видатному дизайну та характеристикам лампа постійно експонується в Moderne der Pinakothek. Мюнхені, Німеччина, Чиказькому музеї архітектури та дизайну Атенеум, Музеї Гронінгера в Нідерландах, Музеї дизайну Данії, DDP у Кореї та Цінхуа. Художній музей університету в Китаї.
Amuleto було обрано одним із 100 об’єктів, що представляють дизайн Made in Italy на Днях італійського дизайну 2019, організованих Міністерством закордонних справ Італії та Міністерством культурної спадщини. Лампа також отримала нагороду Good Design Award від Музею архітектури та дизайну Чикаго Атенеум.
```
«Навіть якщо ви ніколи не чули про Алессандро Мендіні, його творчість напевно вплинула на вас. Це тому, що без нього наше життя було б іншим». 
- Еліс Роусторн - директор Лондонського музею дизайну.
```

```
«Алессандро Мендіні є одним із рідкісних, найбільш знакових архітекторів і архітектурних умів в історії мистецтва та архітектури, і він явно входить до ряду Леонардо да Вінчі, Палладіо, Альберті та Леду. Його філософське мислення більш ніж оригінальне. Він має виштовхнув концепцію за межі винахідницького, безкомпромісно шукаючи найсуттєвішу дизайнерську ідею, а результати зосереджені на найбільш далекоглядних і далекосяжних ідеях нашого часу копіюються та тиражуються по всьому світу швидше, ніж «вірусні», Мендіні та його роботи залишаються унікальними, пророчими та оригінальними з унікальним відбитком пальця не менш ніж геніального архітектора». 
- Крістіан Наркевич-Лейн - президент музею Чиказького Атенеуму.
```

## Нагороди
Алессандро Мендіні був удостоєний кількох міжнародних нагород, у тому числі Compasso d'Oro у 1979, 1981 та 2014 роках.  У 2011 році він отримав звання почесного доктора Ecole normale supérieure de Cachan. У 2014 році Чиказький Атенеум і Європейський центр архітектурного дизайну та міських досліджень присудили йому Європейську премію з архітектури . Він мав почесне звання від Архітектурної ліги Нью-Йорка, а також звання Chevalier des Arts et des Lettres від Французької Республіки. У 2017 році він отримав нагороду A&W Designer of the Year, яка вважається «Оскаром дизайну». У 2022 році його введено до Зали слави МІЛАНУ 2022 (FAMEDIO OF MILAN - MONUMENTAL CEMETRY).

## Подальше читання
- (італ.)</link> Алессандро Мендіні - Museo di Omegna, в "Area" n. 51, липень/серп. 1999, стор. 126–129 Інтернет-версія

## Зовнішні посилання
- Сайт Atelier Mendini
- (італ.)Траархіт - архітектура - Алессандро Мендіні
- Ramun.com - амулет Мендіні